# Theodor Schmiedel
Theodor Schmiedel (? – 1819), též Schmidel, byl německý františkán činný v českých zemích a české řádové provincii sv. Václava, diecézní kněz a fyzik.

## Život
V 80. letech 18. století působil Theodor Schmiedel jako kněz v některém z řádových konventů v jižních Čechách, přinejmenším v Jindřichově Hradci mu vycházely jeho práce.
Církevní reformy císaře Josefa II., v jejichž důsledku došlo k omezení počtu klášterů i řeholníků v nich, se dotkly i bratra Theodora. Někdy po roce 1787 byl zřejmě nucen opustit klášter a dále působil jako diecézní správce farnosti. Alespoň v letech 1805-1808 byl farářem v Perštejně (Pürstein) v severozápadních Čechách. Ani mimo řád a v pokročilejším věku nepřestal být Schmiedel literárně činný. Františkán, správce farnosti a fyzik Theodor Schmiedel zemřel 28. ledna 1819 v Novosedlech.

## Dílo

### Náboženství
K morální a duchovní podpoře běžně vzdělaných měšťanů měla sloužit Schmiedelova vzdělávací příručka: Die von der geoffenbarten Religion unterstützte Moralphilosophie oder Moraltheologie nach dem Entwurfe der Wiener Studienverbesserung, zur Bildung Gott und dem Staat ergebener Bürger. Objemné dílo o celkem okolo tisíci stranách vydané ve dvou svazcích naznačuje touhu po hlubším náboženském poznání mezi tehdejšími vzdělanějšími obyvateli měst. Dílo vydal a vytiskl vídeňský dvorní tiskař a vydavatel Thomas von Trattner roku 1787.
Měnící se postavení státu k náboženství, církvi a běžným věřícím v době osvícenství a josefinismu měl zřejmě reflektovat Schmiedelův nábožensky vzdělávací katechismus vydaný pod titulem Staatskatechismus zur Bildung christlicher Bürger, který byl vytištěn v jižních Čechách v roce 1788. Dílo věnované a takto nejspíš i finančně podporované sklárnami v Chlumu u Třeboně rozdělil do dvou částí. V první popisuje roli státu a v druhé morální závazky a povinnosti lidu vůči státu.
V roce 1805 Schmiedelovi vyšla v Augsburgu nejméně třísvazková kniha jeho kázání Predigten auf alle Sonn- und Feyertage eines ganzen Jahres: zum Gebrauch für Seelsorger ohne Amtsgehülfen.
Pro podporu osobního duchovního života zase Schmiedel zpracoval modlitební knížku Freude an Gott im Gebete : Ein Gebetbuch zur Erweckung der Fröhlichkeit auch sogar mitten in den traurigsten Lebensumständen vytištěnou v Praze Bohumilem Haase v roce 1808. Německy psané hotové texty modliteb založil dle předmluvy zejména na Bibli a jednotlivé texty určil pro konkrétní příležitosti jako ráno, večer, zpověď, Nový rok apod., ale také k rozjímání o Bohu a jeho vlastnostech.
Také příležitostná a tematická kázání františkána Theodora Schmiedela byla vydána tiskem. Známe oslavné kázání k jmenování Michaela Kajetana Hermanna děkanem a konsistoriálním radou biskupské konzistoře v Litoměřicích roku 1802. Nebo promluvu o svatém Bernardu z Clairvaux pronesenou někdy počátkem 19. století v cisterciáckém klášteru v Oseku.

### Fyzika
Kromě duchovní a morální tematiky se františkán Schmiedel ještě v době pobytu v klášterech zabýval fyzikou a konkrétně výzkumem elektřiny a elektromagnetického pole. Výsledky svých pokusů na „struhadle“ pak shrnul do odoborné, ale i širší veřejnosti určené knížečce: Einschränkung des elektrischen Dunstkreises ein Verstärkungsmittel der Elektricitätskraft. Jak sám uvádí v předmluvě, psal dílo ve Vídni a nedokázal je dotáhnout do úplné preciznosti, neboť mu chyběl spolupracovík k pokusům a mnoho sil mu zabralo najít mezi vídeňskými nakladateli někoho ochotného jeho dílo vydat. Malý svazek o 45 stranách tak nakonec vytiskla, stejně jako výše uvedený „státní katechismus“, tiskárna Hilgartnerů v Jindřichově Hradci v roce 1787.